# Partido Social Cristão
Der Partido Social Cristão (PSC, deutsch Soziale Christliche Partei) war eine rechtsreligiöse, konservative Partei in Brasilien. In deutschsprachigen Medien wird sie sowohl als rechtsextrem, wie auch rechtspopulistisch bezeichnet.
Bei den Präsidentschaftswahlen 2014 erhielt ihr Spitzenkandidat Everaldo Pereira lediglich 0,75 % der Stimmen.

## Geschichte
Der PSC wurde am 15. Mai 1985 in Abgrenzung zum sozialistischen und progressiven Partido dos Trabalhadores gegründet. Der Eintrag in das Register der wahlberechtigten Parteien erfolgte jedoch erst am 29. März 1990. Auf Wahlzetteln trägt sie die Nummer 20.
Am 17. Juli 2015 übernahm Everaldo Pereira, in Brasilien bekannt als Pastor Everaldo, den Parteivorsitz, nachdem er bereits vom 17. Juli 2003 bis zum 16. Juli 2015 als Vizepräsident des PSC fungierte. Pastor Everaldo verkörpert die politische Linie der Partei: Antikommunistisch, gegen Homosexuellenehen, gegen Abtreibung und Lockerung der
Drogengesetze.
Der PSC verzeichnete mit Stand Dezember 2020 420.912 Mitglieder, die sich zum November 2021 auf 413.706 Mitglieder verringerten.

### Mitgliederentwicklung
| Datum     | Filiados | Zuwachs % | Zuwachs % |
| --------- | -------- | --------- | --------- |
| Dez. 2006 | 216.800  | —         | —         |
| Dez. 2007 | 252.574  | ▲ 35.774  | +16 %     |
| Dez. 2008 | 265.057  | ▲ 12.483  | +4,9 %    |
| Dez. 2009 | 260.581  | ▼ 4.476   | −1,7 %    |
| Dez. 2010 | 304.340  | ▲ 43.759  | +16 %     |
| Dez. 2011 | 357.188  | ▲ 52.848  | +17 %     |
| Dez. 2012 | 365.993  | ▲ 8.805   | +2,4 %    |
| Dez. 2013 | 371.102  | ▲ 4.109   | +1,3 %    |
| Dez. 2014 | 372.232  | ▲ 1.130   | +0,3 %    |
| Dez. 2015 | 392.535  | ▲ 20.303  | +5,4 %    |
| Dez. 2016 | 421.580  | ▲ 29.045  | +7,3 %    |
| Dez. 2017 | 422.293  | ▲ 713     | +0,1 %    |
| Dez. 2018 | 423.143  | ▲ 850     | +0,2 %    |
| Dez. 2019 | 392.671  | ▼ 30.742  | −7,7 %    |
| Dez. 2020 | 420.912  | ▲ 28.241  | +7,1 %    |

## Wahlerfolge

### Präsidentschaftswahlen
In Wahljahren ohne eigenen Kandidaten schloss sie sich den Wahlbündnissen anderer Kandidaten an.
| Jahr | Präsidentschafts- kandidat     | Vizepräsidentschafts- kandidat | Koalition                                            | Stimmen    | %       | Platz |
| ---- | ------------------------------ | ------------------------------ | ---------------------------------------------------- | ---------- | ------- | ----- |
| 1989 | Fernando Collor de Mello (PRN) | Itamar Franco (PRN)            | PRN, PSC, PTR und PST                                | 35.089.998 | 49,94 % | 1.    |
| 1994 | Hernani Fortuna                | Vítor Jorge Nósseis            | ohne Koalition                                       | 238.197    | 0,38 %  | 8.    |
| 1998 | Sérgio Bueno                   | Ronald Abrahão Azaro           | ohne Koalition                                       | 124.659    | 0,18 %  | 11.   |
| 2002 | Anthony Garotinho (PSB)        | José Antônio Almeida (PSB)     | PSB, PGT, PTC, PSC                                   | 15.180.097 | 17,86 % | 3.    |
| 2006 |                                |                                |                                                      |            |         |       |
| 2010 | Dilma Rousseff (PT)            | Michel Temer (PMDB)            | PT, PMDB, PR, PSB, PDT, PCdoB, PSC, PRB, PTC und PTN | 55.752.529 | 56,05 % | 1.    |
| 2014 | Everaldo Pereira               | Leonardo Gadelha               | ohne Koalition                                       | 780.513    | 0,75 %  | 5.    |
| 2018 | Álvaro Dias (PODE)             | Paulo Rabello de Castro        | PODE, PSC, PTC und PRP                               | 859.574    | 0,80 %  | 9.    |

### Wahlen zum Nationalkongress
In der 56. Legislaturperiode stellt der PSC einen von 81 Senatoren und acht von 513 Abgeordneten.

### Bundesstaatliche Mandate
In Amazonas stellt der Partido Social Cristão mit Wilson Miranda Lima den Gouverneur, 2019/20 war PSC-Mitglied Wilson Witzel Gouverneur Rio de Janeiros.

### Kommunalwahlen
Bei der Kommunalwahl in Brasilien 2016 erlangten Kandidaten der Partei 87-mal das Amt des Stadtpräfekten (Bürgermeister, portugiesisch Prefeito Municipal) von 5.568 Städten landesweit, sowie 1525 von gesamt 56.810 möglichen Stadtverordnetenämtern (portugiesisch vereador) für die Stadträte (Câmara municipal).

## Bekannte Mitglieder
Bekannte Parteimitglieder sind bzw. waren neben Pastor Everaldo auch Jair Bolsonaro (2016–2018), Marco Feliciano (2010–2018), Wilson Witzel (seit 2018) oder Cláudio Castro (seit 2002).

## Kontroversen
Pastor Everaldo wurde am 28. August 2020 in dem gleichen Ermittlungsverfahren, das zur Amtsenthebung von Wilson Witzel, Gouverneur des Bundesstaates Rio de Janeiro, führte, durch die Bundespolizei verhaftet.